# 大炊御門家信
大炊御門家信（1810年7月10日—1885年8月30日），是江戶時代後期的公卿；也是藤原北家清華家的大炊御門家當主。

## 生涯
大炊御門家信在文政元年（1818年）出生，是父母大炊御門經久及中山尹子（中山忠尹女）的第三子。文政五年（1822年）敘從五位下，後在天保二年（1831年）昇敘從三位，位列公卿。經任侍從、右近衛權少將、左近衛權中將後，在嘉永元年（1848年）就任權中納言，但次年因為不法亂行的罪名被撤去職務。
安政五年（1858年），江戶幕府與美國簽訂《日美修好通商條約》，他與八十八名大臣聯名阻止簽署條約，是為「廷臣八十八卿列參事件」，故同年被井伊直弼發起的安政大獄牽連。
後來他在慶應三年（1867年）短暫擔任內大臣，後轉任右大臣，次年（1868年）辭職，到明治十八年（1885年）逝世，享年75歲。
| 王位覬覦者          | 王位覬覦者                            | 王位覬覦者          |
| ------------------- | ------------------------------------- | ------------------- |
| 前任： 大炊御門經長 | 大炊御門家當主                        | 繼任： 大炊御門幾麿 |
| 官衔                |                                       |                     |
| 前任： 近衛忠房     | 內大臣 1867年10月24日－1867年12月25日 | 繼任： 廣幡忠禮     |
| 前任： 一條實良     | 右大臣 1867年12月25日－1868年7月13日  | 繼任： 三條實美     |
| 军职                |                                       |                     |
| 前任： 德大寺公純   | 右大將 1864年1月31日－1867年12月25日  | 繼任： 廣幡忠禮     |